# Конрад III фон Файхинген
Конрад III фон Файхинген (на немски: Konrad III. Graf von Vaihingen; † между 9 май 1283 и 13 февруари 1284) от линията на графовете фон Калв е граф на Файхинген в Баден-Вюртемберг.
Той е син на граф Конрад II фон Файхинген († 1 декември 1277) и съпругата му Аделхайд († сл. 1281). Внук е на граф Готфрид II фон Калв-Файхинген († април 1255), незаконен син на граф Готфрид I фон Калв-Файхинген († сл. 1233). Правнук е на граф Адалберт V фон Калв-Льовенщайн († сл. 1188). Потомък е на граф Еберхардт фон Калв (* 811). Брат е на Готфрид фон Файхинген († сл. 1277) и Хайнрих фон Файхинген († сл. 1283).
Конрад III фон Файхинген продава селото си Гюнделбах, за да погаси задълженията си, за ок. 400 пфунд хелер на абат Хилдебранд.

## Фамилия
Конрад III фон Файхинген се жени за Агнес фон Тюбинген († сл. 18 декември 1298), дъщеря на граф Улрих I фон Тюбинген-Асперг († 1283) и Елизабет фон Феринген († 1264). Те имат три деца:
- Конрад IV фон Файхинген († сл. 18 октомври 1321); има четири деца
- Хайнрих фон Файхинген († 21 септември 1300)
- Аделхайд фон Файхинген († сл. 1323), омъжена на 27 ноември 1286 г. за граф Еберхард фон Тюбинген-Херенберг „Шерер“ († 21 април 1302), син на граф Рудолф I фон Тюбинген-Херенберг († 1277) и Аделхайд фон Еберщайн-Сайн († сл. 1277)